# Otothyropsis

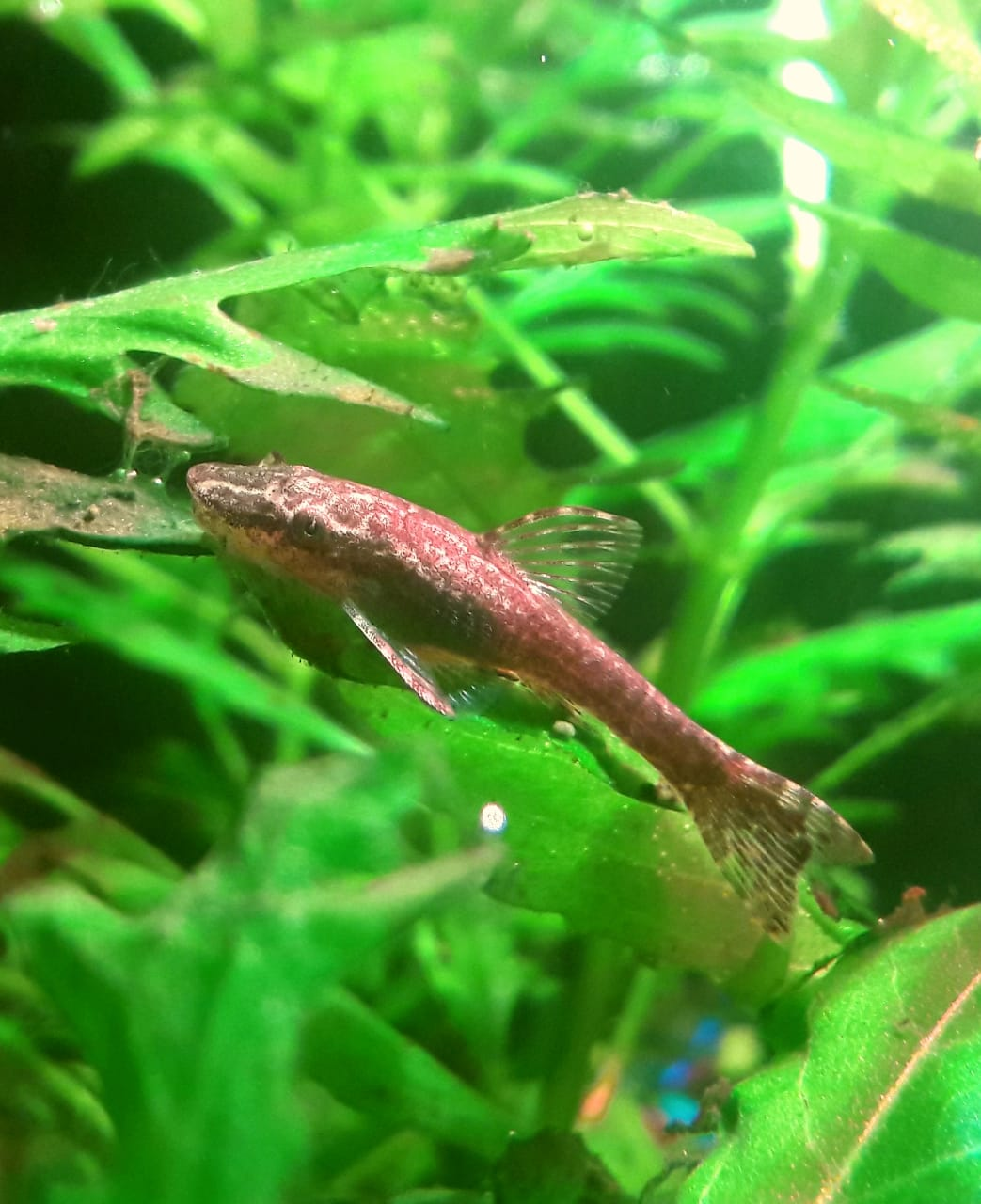
Otothyropsis piribebuy

Otothyropsis es un género de peces siluriformes de agua dulce de la familia de los loricáridos. Sus 6 especies habitan en aguas templado-cálidas y cálidas del centro-este de Sudamérica.

## Taxonomía
Descripción original
Este género fue descrito originalmente en el año 2005 por los ictiólogos Alexandre Cunha Ribeiro, Murilo de Carvalho y Alex Luiz de Andrade Melo, para incluir a su especie tipo: Otothyropsis marapoama.
Posteriormente fueron descritas otras 5 especies.
Etimología
Etimológicamente el término femenino Otothyropsis se construye con palabras del idioma griego, en donde: otos significa 'oído', thyris es 'ventana', al estar estrechamente emparentado al género Otothyris; mientras que opsis es lo relacionado con la 'apariencia', por lo tanto, se marca su semejanza a un Hypoptopomatinae.
Caracterización y relaciones filogenéticas
Al ser descrito Otothyropsis se lo relacionó con Pseudotothyris y Otothyris sobre la base de la presencia de varios caracteres derivados de la cápsula de la vejiga natatoria y huesos asociados.
Difiere de ambos géneros por tener dentículos alargados en el borde ventral del hocico (contra dentículos no alargados), por carecer los ejemplares adultos de crestas conspicuas de dentículos alargados en la punta del supraoccipital y del supraclitruro (contra crestas bien desarrolladas) y por tener en los adultos el abdomen completamente cubierto de placas bien desarrolladas (contra placas abdominales reducidas, a veces restringidas a las series de placas abdominales laterales).
En 2017 se lo relacionó a algunas especies formalmente incluidas en Hisonotus pero que forman un conjunto con una distribución septentrional, el clado “A”.

## Subdivisión
Este género está integrado por 6 especies:
- Otothyropsis alicula Lippert, Calegari & Reis, 2014[3]
- Otothyropsis biamnicus Calegari, Lehmann-A. & Reis, 2013[4]
- Otothyropsis dialeukos Calegari, Gill-Morlis & Reis, 2017[2]
- Otothyropsis marapoama Ribeiro, Carvalho & Melo, 2005
- Otothyropsis piribebuy Calegari, Lehmann-A. & Reis, 2011[5]
- Otothyropsis polyodon Calegari, Lehmann-A. & Reis, 2013[4]

## Distribución y hábitat
Las especies de este género se distribuyen en cursos fluviales templado-cálidos y cálidos del centro-este de Sudamérica. De las 6 especies, 4 son  endémicas del sudeste de Brasil, y las 2 restantes lo son del este del Paraguay. Es un género endémico de la cuenca del Plata.
Ecorregionalmente es característico de la ecorregión de agua dulce Paraná superior. Una especie (Otothyropsis piribebuy) habita en la Ecorregión de agua dulce Paraguay, postulándose que esta anomalía se originó en una antigua captura fluvial de una cabecera que pertenecía a un drenaje que volcaba sus aguas en la margen derecha del río Alto Paraná por parte de las cabeceras de un afluente de la margen izquierda del río Paraguay.